# شركة الشخص الواحد
شركة الشخص الواحد سواء كان طبيعياً أو اعتبارياً وذلك بما لا يتعارض مع أغراضها هي شركة يمتلك رأسمالها بالكامل شخص واحد، ولا يسأل مؤسس الشركة عن التزاماتها إلا في حدود رأس المال المخصص لها. نظام شركة الشخص الواحد (الشركات الفردية) لتشجيع الأفراد والمشروعات الصغيرة ومتناهية الصغر على تأسيس شركات لأنشتطتهم سواء التجارية أو الصناعية والاستفادة من الحوافز والضمانات التي يمنحها القانون للشركات الاستثمارية الأخرى وهي تعتبر ذات مسؤولية المحدودة.

## ما هي شركة الشخص الواحد؟
شركة يقوم بتأسيسها شخص واحد فقط لاغير وتنطبق عليها صفات شركات الأموال حيث تكون المسؤولية فيها في محدودة في رأس مال الشركة ولا تمتد إلى رأس المال الشخصي لمؤسس الشركة.

## الأساس القانوني لشركة الشخص الواحد
وقد منح القانون هذا النوع من الشركات كافة الضمانات والحوافز التي يمنحها لباقي الشركات التي يتم تأسيسها وفقاً لقانون الاستثمار الجديد قد استحدث نظاماً جديداً للشركات لم يكن موجوداً من قبل وهو نظام شركة الشخص الواحد بالإضافة إلى العديد من الامتيازات التي منحها لقطاع الاستثمار والتي أضفى عليها خصائص شركات الأموال لتصبح المسؤولية عن ديون الشركة في حدود رأس مال الشركة وليس رأس مال المؤسس للشركة.

## الهدف التشريعي لشركات الشخص الواحد
يهدف القانون إلى تقنين أوضاع اقتصاد الظل للأنشطة الفردية البسيطة بمنحها الحق القانوني لتحويل أنشطتها إلى مؤسسات رسمية ويرجع الهدف التشريعي لاستحداث هذا النوع من الشركات إلى تحفيز المشروعات الصغيرة وريادة الأعمال على العمل من خلال الشركات بما يعطيهم الفرص في الحصول على تمويلات من جهات مختلفة ويضمن لهم الاستمرارية وعدم التعثر من خلال الحوافز والضمانات التي يمنحها قانون الاستثمار.